# Igreja de Nossa Senhora dos Prazeres de Beja
A igreja de Nossa Senhora dos Prazeres e o Museu Episcopal de Beja, a ela anexo, pertencem à Rede de Museus da Diocese de Beja. São dois eixos fundamentais para o conhecimento do património artístico e religioso do Baixo Alentejo.